# Минский (Зиминский район)
Минский (также Минск) — исчезнувший участок на территории Буринского сельского поселения Зиминского района Иркутской области.

## География
Располагался на реке Манская, в 33 км от районного центра (с. Кимильтей).

## История
Населённый пункт основан в 1913 году переселенцами из города Минска (ныне столица Белоруссии) и Минской губернии, о чём свидетельствует его название. Согласно переписи населения СССР 1926 года в населённом пункте насчитывалось 15 хозяйств, проживали 88 человек (48 мужчин и 49 женщин). В конце 1920-х входил в состав Кундулунского сельсовета Кимильтейского района.
На 1966 год участок в составе Кундулунского сельсовета
В 1960-е-1970-е годы в связи с укрупнением колхозно-совхозных хозяйств населённый пункт пришёл в упадок и перестал существовать. На топографической карте Генштаба СССР данный населённый пункт отмечен как нежилой.